# Ербіль – Силопі
Ербіль – Силопі – проєктний трубопровід у Іракському Курдистані, призначений для транспортування природного газу на експорт у Туреччину.
Іракський Курдистан має великі запаси природного газу, як в нафтоносному районі Кіркуку, так і в ряді родовищ вільного газу (Кор-Мор, Чамчамал та інші). На початку 2010-х років нещодавно створена курдська автономія досягла угоди про поставки блакитного палива з Туреччиною, котра активно провадила газифікацію. В 2013-му для цього був майже завершений трубопровід діаметром 900 мм, що починався в Хурмалі на західній околиці Ербіля. При цьому до Ербілю у 2008 році  вже проклали газопровід від південних родовищ, а сама Хурмала є одним із блоків унікального нафтового родовища Кіркук, яке містить чимало газу. Проте на той момент загострилась суперечка Курдистану з арабським урядом Іраку відносно повноважень у нафтогазовій сфері. Це змусило терміново шукати нові шляхи для експортних поставок з нафтових родовищ, ліцензії на розробку яких видала автономія, що призвело де перепрофіліювання газопроводу.
Втім, плани розпочати експорт блакитного палива до Туреччини були відкориговані, але не відкинуті. У 2016 році турецька компанія BOTAS оголосила тендер на спорудження ділянки Мардін – Силопі, яка повинна приймати газ із курдської автономії. В останній буде прокладено ще один трубопровід довжиною 181 км від Ербілю до прикордонного Силопі, який на першому етапі повинен забезпечити постачання до 10 млрд.м3 на рік. В подальшому планується збільшення потужності системи вдвічі.